# Сафарски споразум
Сафарски споразум је акт којим је формално окончанo продуженo опадање арапске династије Хамданида. Потписан је децембра 969./јануара 970. између византијског стратопедарха Петроса и бившег хамданидског министра и побуњеника, Каркије. Након смрти хамданидског емира Саифа ел Давле 967. године, побуна је брзо захватила Хамданиде и династија се након овог  распала због чега је наступио велики хаос и безвлашће. Византинци су у томе видели згодну прилику да коначно преузму контролу над градом Алепом. Петрос се убрзо након овога приближио Алепу, вероватно без наређења из самог  Цариграда, и успео да заузме град јануара 970. године.

## Услови
Уговор је потписан негде у месецу Сафар 359. хиџритске године према исламском календару (што одговара 14. децембру 969 – 11. јануара 970. не) између Петроса и Каркије. Њиме је емират Алеп дефинисан као византијска вазална држава. Део услова из уговора,резултирао је следећим: успостављен је одбрамбени савез између Византије и Алепа; верски конвертити не би били прогањани ни на једној страни; војскама других муслиманских држава не би било дозвољено да прођу кроз Алеп; порез би био слат у Цариград; а цар би именовао будуће емире. Показало се да је овај уговор имао дугорочан утицај током релативно великог временског раздобља(периода).
Према његовим условима, већи део северне Сирије дошао је под византијску власт. Нова граница почињала је северно од Триполија и Арке (у модерном Либану), а затим се померила на исток до реке Оронт. Одатле је пратила ток ове реке на север, али очигледно нешто западније од стварне локације реке, пошто градови попут Шајзара и Рафаније очигледно нису били под непосредном византијском контролом. Дуж границе, Арапи су задржали контролу над Хамом, Јусијом, Саламијом, Апамејом и Кафартабом. Затим се граница протезала дуж висоравни источно од  реке Африн, остављајући своју плодну долину Византинцима; Арапи су задржали контролу над масивом Џабал ел Сумак са градовима као што су Марат ел Нуман и Марат Мисрин, Кинасрин, источним делом Џабал Халака и највећим делом Џабал Симан са местима као што су Ел Атхариб и Ел Балат, Архаб, Басуфан и Кимар. Џабал ел Ала, џабал Барисха, западни део Џабал Халаке и као и тврђава-манастир Калат Симан, чинили су византијску страну границе. Граница је затим пратила ивицу равнице, западно од Џабал Барсаје, Вади Аби Сулејмана, Азаза и Килиза, до превоја Суњаб, који је Ернст Хонигман лоцирао на изворима реке Кувајк. Одатле је граница скретала на исток, пролазећи северно од Нафуде, Аване и Тилхалида до реке Саџур, коју је затим пратила до њеног споја са Еуфратом.
Према сопразуму Византијски цар би признао Каркију као законитог емира, а његовог заменика(намесника) Бакџура као емировог наследника. Касније је, међутим, цар вршио именовања и емира и кадија међу становницима града. Заузврат, између осталог, Алепо и његова територија били су дужни да шаљу данак Византији у износу од 700.000 сребрних дирхами годишње, или пореза по глави(главарину) у вредности  од једног златног динара (еквивалентно 16 дирхами). Штавише, у граду је постављен царски службеник који је убирао порез од 10% на сву робу увезену са византијске територије, а емири Алепа су били приморани да забране војскама других муслиманских држава да пролазе кроз њихову територију, да обезбеде обавештајне податке о свим таквим војскама које су  кретале против Византије,као и да пружају војну помоћ било којој византијској војсци која делује у Сирији. Правни положај хришћана на територији Алепа био је загарантован, а сваки роб или разбојник који је побегао са византијске територије морао је бити враћен, заједно са сваким муслиманским шпијуном који би евентуално дошао да прикупи обавештајне податке о Византији.

## Последице
Пошто је након овога  била обезбеђена директна контрола над Алепом, Византинци су такође имали директну корист од новог прилива и трговинске размене у региону. Одбрана Антиохије је овиме  такође одсада била у великој мери појачана. Хамданид и Византинци су углавном поштовали споразум у периоду од наредних педесет година, упркос повременим покушајима Фатимидског калифата да заузме Алеп.